# Дорст (футболіст)
Г. Дорст (нід. H. Dorst) — індонезійський футболіст, захисник.

## Життєпис
З початку 1930-их років грав за футбольний клуб «Сідоліг» з Бандунга, а також виступав за збірну Бандунга. У 1939 році Дорст перейшов у клуб ВІОС з Батавії, після чого він став грати за збірну Батавії. У сезоні 1940/41 років його команда стала чемпіоном Батавії.
У 1938 році головний тренер збірної Голландської Ост-Індії Йоганнес Христоффел Ян ван Мастенбрук викликав Дорста на чемпіонат світу, який проходив у Франції і став першим мундіалем для Голландської Ост-Індії та Індонезії в історії. На турнірі команда зіграла одну гру в рамках 1/8 фіналу, в якому вона поступилася майбутньому фіналісту турніру Угорщині (6:0). Дорст не взяв участі в цьому матчі.